# 光亮杜鹃
光亮杜鹃（学名：Rhododendron nitidulum）为杜鹃花科杜鹃花属下的一个种。

## 扩展阅读
- 維基物種上的相關：光亮杜鹃